# Cimetière de Kovači
Le cimetière de Kovači est un cimetière musulman situé en Bosnie-Herzégovine, sur le territoire de la ville de Sarajevo. Occupé peut-être depuis le XIVe siècle, il est inscrit sur la liste des monuments nationaux de Bosnie-Herzégovine.
Le cimetière abrite notamment plus de 200 nişans (stèles ottomanes) et la tombe d'Alija Izetbegović (1925-2003) qui a été deux fois président du collège présidentiel de Bosnie-Herzégovine.

## Localisation

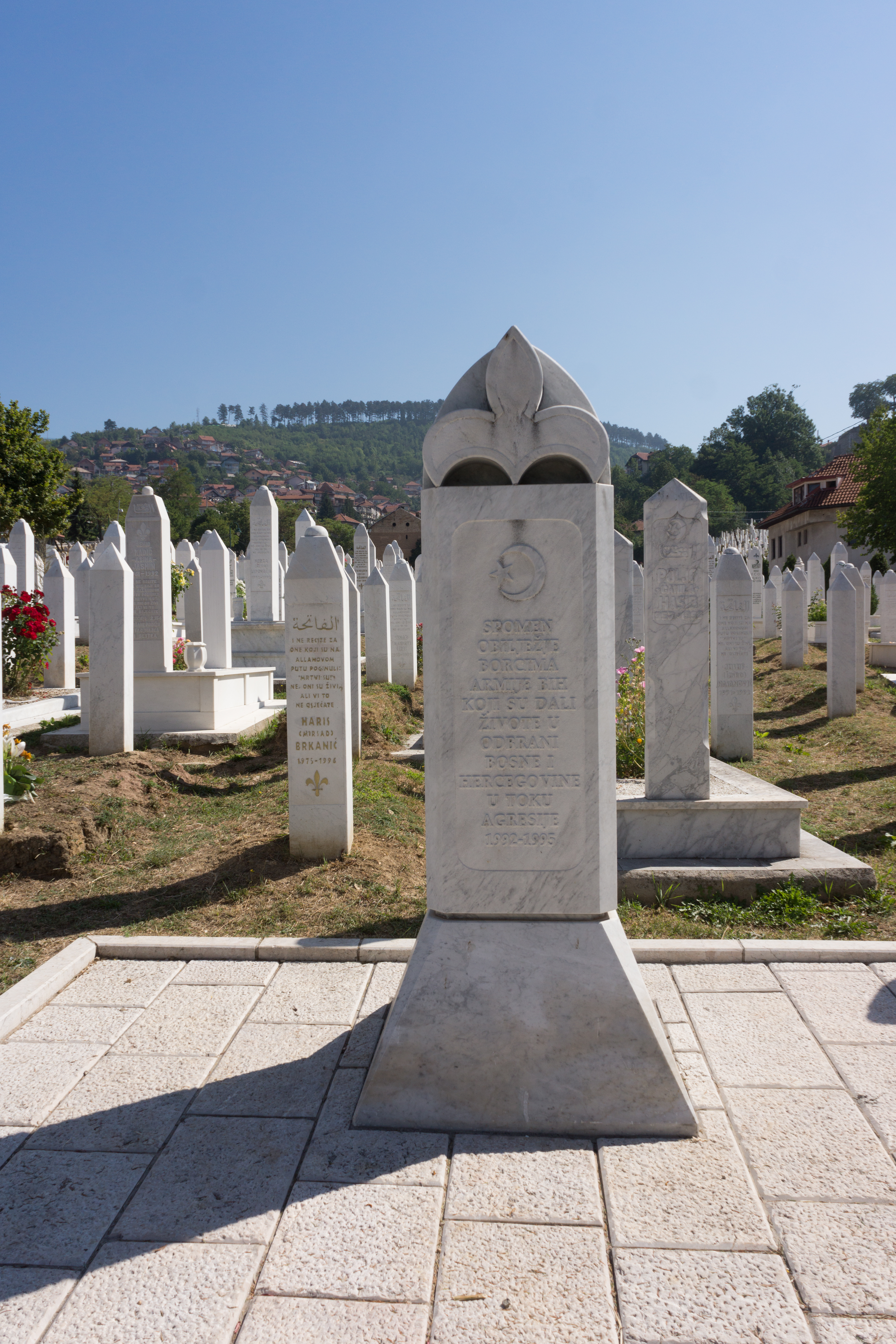
Autre vue du cimetière

## Description

Tombe d'Alija Izetbegović